# Incest

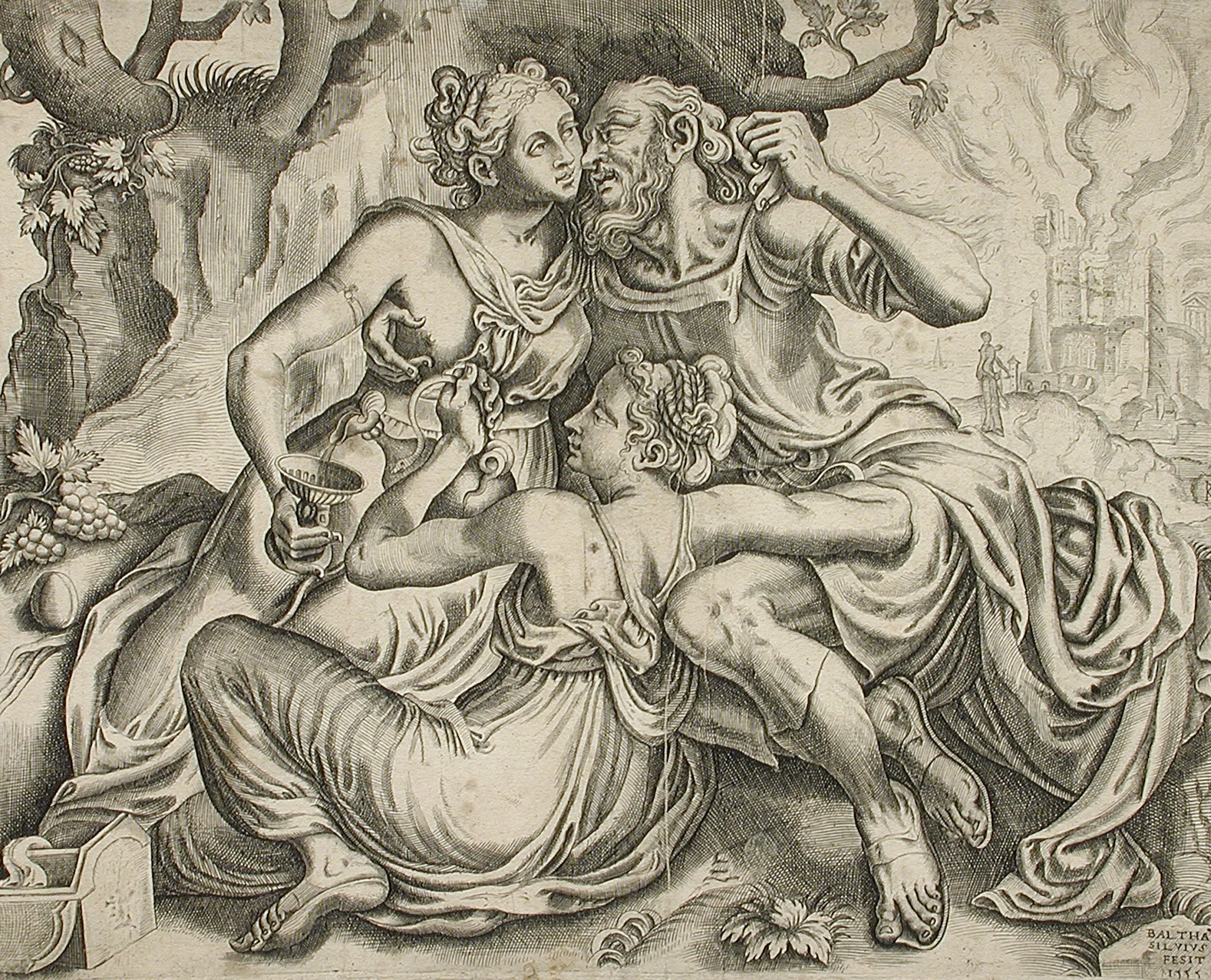
Lot en zijn dochters

Incest of bloedschande is strikt genomen en van oudsher geslachtsgemeenschap tussen naaste bloedverwanten. Het woord komt van het Latijnse incastus, hetgeen "onkuis" betekent.
Voor zover de incest wordt gepleegd tussen volwassenen en jonge kinderen, is er sprake van seksueel misbruik, en meestal een overlap met pedoseksualiteit. Incest kan ook plaatsvinden tussen volwassenen.
Er bestaat een zekere tendens om ook andere seksuele handelingen tussen dergelijke personen als incest te betitelen en zelfs seksuele handelingen tussen pupillen en zorgbehoevenden enerzijds en personen die een opvoedende of verzorgende taak hebben anderzijds, maar geen bloedverwant zijn.

## Vormen van incest
Er bestaan verschillende vormen van incest:
- Tussen volwassenen en kinderen. Dit is een vorm van pedoseksualiteit en kindermisbruik. Een significant deel van het kindermisbruik vindt binnen de familie plaats.
- Tussen kinderen onderling. Vaak betreft het broers en zussen (soms ook neven en nichten) die seksueel met elkaar experimenteren. Kinderen in de puberteit kunnen, wanneer de behoefte aan seks zich doet gelden, zich tot een (jonger) broertje of zusje richten, vooral wanneer ze te beschroomd zijn andere leeftijdsgenoten te benaderen. Wanneer het verschil in ontwikkeling of leeftijd groot is, of wanneer er dwang aan te pas komt, geldt dit eveneens als seksueel misbruik. Een significant deel van de misbruikte kinderen is misbruikt door een ander (ouder) kind, in veel gevallen een oudere broer.
- Tussen volwassenen. Vaak betreft het hier familieleden die op jonge leeftijd van elkaar gescheiden zijn geraakt waardoor het Westermarck-effect niet optreedt. Door genetische seksuele aantrekking worden ze vervolgens verliefd op elkaar wanneer ze elkaar voor het eerst of na lange tijd weer ontmoeten. Ook komt het voor dat volwassenen een relatie met elkaar krijgen terwijl ze onbewust zijn van hun verwantschap.
- Via opzettelijke huwelijken tussen familieleden, zoals neven en nichten of (zeldzamer) met ooms en tantes. Vaak moest burgerlijke of kerkelijke ontheffing worden aangevraagd. Voorbeelden waren de huwelijkspolitiek van adellijke families en Anton Mussert die met zijn tante was getrouwd.

## Recht

### Kerkelijk recht
In het kerkelijk recht geldt een absoluut huwelijksverbod voor bloedverwanten in de rechte lijn (bijvoorbeeld vader en dochter, grootvader en kleindochter) en bloedverwanten in de tweede graad van de zijlijn (bijvoorbeeld broer en zus, halfbroer en halfzus). Dit berust op Leviticus 18.
Een relatief huwelijksverbod geldt voor de derde en de vierde graad van de zijlijn. Dit betekent dat oom en nicht, tante en neef, neef en nicht in principe niet kunnen huwen, maar wel een dispensatie kunnen vragen bij het kerkelijk gezag – die hen al dan niet wordt toegekend.
Een relatief huwelijksverbod bestaat ook voor aanverwanten in de rechte lijn (bijvoorbeeld schoonzoon en schoonmoeder) en voor wie door adoptie verwant is in de rechte lijn of de tweede graad van de zijlijn. In deze gevallen is dus een dispensatie mogelijk.

### Burgerlijk recht

#### België
Net als in het kerkelijk recht geldt in het Belgische burgerlijk recht een absoluut huwelijksverbod voor bloedverwanten in de rechte lijn (bijvoorbeeld vader en dochter, grootvader en kleindochter) en bloedverwanten in de tweede graad van de zijlijn (bijvoorbeeld broer en zus, halfbroer en halfzus).
Eveneens net als in het kerkelijk recht kent België een relatief huwelijksverbod voor bloedverwanten in de derde graad van de zijlijn (bijvoorbeeld oom en nicht, tante en neef). Voor dit huwelijksverbod kan de Koning ontheffing verlenen. België kent eveneens een relatief huwelijksverbod voor aanverwanten in de rechte lijn en voor adoptieve verwanten in de rechte lijn (met uitzondering van een huwelijk tussen de geadopteerde en een ascendent van de adoptant) en in de tweede graad van de zijlijn.
Toch zijn er ook verschillen met het kerkelijk recht. Anders dan in het kerkelijk recht kent België géén huwelijksverbod voor de vierde graad van de zijlijn – ook geen relatief huwelijksverbod. Neef en nicht kunnen dus altijd een burgerlijk huwelijk aangaan.
Anderzijds kent België wél een absoluut huwelijksverbod voor de adoptant en de geadopteerde of zijn afstammelingen. Deze kunnen dus wel een kerkelijk huwelijk aangaan (mits hun een dispensatie wordt toegekend), maar geen burgerlijk huwelijk. Aangezien een kerkelijk huwelijk in België evenwel steeds voorafgegaan moet worden door een burgerlijk huwelijk, is dat kerkelijk huwelijk wel illegaal en strafbaar. Omdat deze regel in de Grondwet zelf staat, kan het Grondwettelijk Hof deze regel niet toetsen aan het gelijkheidsbeginsel.

#### Nederland
Totdat in 1970 het Nieuwe Burgerlijke Wetboek werd ingevoerd, was in Nederland een huwelijk tussen verwanten tot in de derde graad verboden. Sinds 5 december 2015 mag een neef-nichthuwelijk enkel worden gesloten indien er een beëdigde verklaring is van beide partners dat zij het huwelijk uit vrije wil aangaan.

### Strafrecht
In sommige landen is incest strafbaar, met name wanneer deze tussen broer en zus plaatsvindt. Deze strafbaarheid geldt soms ook wanneer het seksueel verkeer van beide kanten volledig vrijwillig is en beide partners meerderjarig zijn.

#### Nederland
Er zijn geen aparte bepalingen over seksuele handelingen tussen bloedverwanten.

#### Duitsland
Paragraaf 173 van de Duitse strafwet stelt incest strafbaar, en kwalificeert ook eventuele aangeboren gebreken van nakomelingen als door de ouders toegebracht fysiek letsel.

## Opvattingen
In verschillende culturen en verschillende tijden wordt het begrip incest verschillend opgevat, met name wat betreft de graad van verwantschap waarbij er van incest sprake kan zijn. Zo vindt Shakespeares Hamlet het incestueus als zijn moeder met de broer van zijn overleden vader trouwt, hoewel hier geen sprake is van een huwelijk tussen verwanten en een dergelijk huwelijk volgens de Bijbel zeer correct is (zie Leviraatshuwelijk). Nog in de negentiende eeuw gold dit echter, ook in Nederland, als incest. Neef-nichthuwelijken komen in Nederland  vooral voor onder immigranten en worden niet als incest beschouwd. Wel bestaat er een hogere kans op erfelijke aandoeningen bij het nageslacht.

## Incest en seksueel misbruik
Artikel 249 van het Nederlandse Wetboek van Strafrecht maakt geen verschil tussen ontucht met minderjarige eigen kinderen, stiefkinderen, pleegkinderen en andere minderjarigen. Bij al dan niet incestueuze seksuele handelingen met kinderen, spreekt men vaak van seksueel misbruik, omdat men ervan uitgaat dat de volwassene dan misbruik maakt van zijn/haar mentaal, fysiek en/of positioneel overwicht op het kind.
In de sociologie is gedurende de tweede helft van de 20ste eeuw veel onderzoek gedaan naar incest. Vader-dochterincest komt verreweg het meeste voor, gevolgd door incest in de tweede lijn als oom-nicht of stiefvader-stiefkind; broer-zus of moeder-zoonincest zijn zeldzaam. Sociale klasse speelt een beperkte rol; 'intellectuele' vaders zijn bijvoorbeeld vaker dader dan men misschien zou verwachten. De geslotenheid van het gezin is altijd een factor evenals de passieve rol van de moeder, die 'afwezig' is, wordt gedomineerd door de vader of van niets weet. Bij de handhaving van de incestueuze relatie wordt sterk geappelleerd aan het taboe: de kinderen wordt verteld dat het 'niks ergs' is maar dat niemand ervan mag weten, of wordt onder dwang verboden erover te praten. Zeker als het jonge kinderen betreft komen zij in die gevallen hoogstens pas op volwassen leeftijd met hun verhaal naar buiten. Verklaringen dat kinderen ook positieve ervaringen beleven aan een incestueuze verhouding kunnen mede hierdoor zelden betrouwbaar worden geacht en dan nog alleen wanneer de machtsverhouding in evenwicht is (zoals mogelijk bij broer-zusincest).
In 1985 werd in opdracht van het ministerie van Sociale Zaken een groot onderzoek gehouden door de sociologe Nel Draijer, waaruit bleek dat 7% van de ondervraagde vrouwen te maken had gehad met ernstig en langdurig misbruik door naaste verwanten. De conclusies uit dit onderzoek zijn streng bekritiseerd door de Nederlandse historicus Han Israëls in zijn boek Heilige verontwaardiging. Een onderzoek naar de feministische visie op incest. Een veel gehoorde beschuldiging is het veelvuldig voorkomen van incest onder bevindelijk gereformeerden. Uit onderzoek van dr. M. Draijer in opdracht van het ministerie van Volksgezondheid blijkt dat dit niet het geval is. Zij logenstrafte hiermee de gedachte dat incest in de gereformeerde gezindte vaker of minder vaak zou voorkomen dan elders.
Een van de grootste incestschandalen ooit werd op 27 april 2008 bekend in Oostenrijk, toen de 73-jarige Josef Fritzl bekende zijn dochter 24 jaar lang te hebben opgesloten in een kelder en bij haar zeven kinderen te hebben verwekt. Niet lang daarna kwamen soortgelijke zaken in Brazilië en Duitsland aan het licht.

## Culturele perceptie
Zoals eerder gezegd is seksueel contact tussen broers en zussen in een aantal landen toegestaan en in een aantal landen strafbaar. Een huwelijk tussen (half)broer en (half)zus is in de meeste gevallen eveneens verboden.
Vanwege het zogenaamde Westermarck-effect ontbreekt in de meeste gevallen de seksuele belangstelling tussen broers en zussen. Toch komt het soms voor dat een broer en een zus een seksuele relatie met elkaar krijgen. In veel gevallen betreft het een gebroken gezin of een broer en zus die voordien weinig contact met elkaar hadden. Zo deden bijvoorbeeld in 2007 Patrick Stübing en Susan Karolewski, broer en zus, een beroep op de Duitse wetgever en het Bundesverfassungsgericht om het incestverbod te herzien met een beroep op het privacyrecht zodat zij met hun kinderen een gezin konden vormen. Dit gerecht heeft Stübings claim afgewezen. Er bestaan zelfs gevallen waarin (half)broers en -zussen een relatie met elkaar kregen terwijl ze zich niet bewust waren van hun verwantschap. De oorzaken daarvan zijn vaak kunstmatige inseminatie of scheiding op jonge leeftijd door echtscheiding of adoptie.
Incest is, ook wanneer geen sprake is van misbruik, in de meeste samenlevingen een taboe. Zelfs bij onwetende partners wordt ten minste verwacht dat zij op het moment dat ze ontdekken dat ze familie zijn, direct hun seksuele relatie beëindigen. Daar waar het niet strafbaar is worden in de meeste gevallen degenen die erop betrapt worden door hun omgeving verstoten.
Toch is binnen de pornografie sprake van incestpornografie als apart subgenre, wellicht omdat het feit dat het taboe is het extra spannend maakt. De acteurs en modellen zijn meestal uiteraard geen familie van elkaar maar worden uiteraard wel zodanig geselecteerd dat ze voor elkaars familie kunnen doorgaan. Een uitzondering zijn de Tsjechische eeneiige tweelingbroers Jirka en Karel Bartok, die als acteurs in verschillende pornofilms hebben meegespeeld. In de pornofilm Double Czech (2000) komt een homoseksuele vrijpartij tussen de beide broers voor. Deze scène is in sommige versies weggelaten.

### Incest en False memory syndrome
Sinds de grote aandacht eind jaren tachtig van de 20e eeuw voor het verschijnsel incest is het aantal aangiften sterk toegenomen. Dit is verklaarbaar door de toegenomen bewustwording bij slachtoffers en het ontstane begrip bij hulporganisaties en politie.
Er werden in deze ontwikkeling echter ook spectaculaire fouten gemaakt, zoals in het geval van de Bolderkar-affaire. Op een peuterspeelzaal in het Nederlandse Vlaardingen werd een later ondeugdelijk gebleken verhoormethode toegepast, naar aanleiding van een aanvankelijke verdenking van meervoudig kindermisbruik op de vermeende slachtoffertjes. De methode, waarbij in een bewust ontspannen, speelse omgeving poppen werden geïntroduceerd met duidelijke mannelijke en vrouwelijke geslachtskenmerken, bleek niet zozeer het geheugen, maar veeleer de fantasie van de kinderen te stimuleren en de openlijk als daders van gruwelijke schanddaden betichte volwassenen bleken na een lange, voor alle partijen slopende rechtsgang uiteindelijk stuk voor stuk volmaakt onschuldig.
Inmiddels kwamen ook in de psychotherapie schrijnende gevallen aan het licht, met name waar het ging om incest op jeugdige leeftijd die later onbewijsbaar bleek. Getuigenissen van volwassenen bleken onbetrouwbaar of beïnvloed door technieken als hypnose; een omstandigheid die bekend werd als het zogenaamde False Memory Syndrome. Verschillende psychologen die hun cliënten op het spoor van incest hadden gezet, werden later geschorst. Op het probleem van zulk vervalst geheugen werd onder meer gewezen door de Amerikaanse onderzoeker Daniel L. Schacter.

## Biologische gevolgen
Nakomelingen uit een incestueuze relatie hebben een hogere kans op erfelijke aandoeningen doordat een dergelijke nakomeling een grotere kans heeft homozygoot te zijn voor een recessieve aandoening. Ook komen mentale ontwikkelingsstoornissen vaker voor bij kinderen uit een incestueuze relatie. Het risico op dergelijke aandoeningen is evenwel nog steeds niet erg groot, tenzij het broer-zus incest betreft. Patrick Stübing en Susan Karolewski hebben bijvoorbeeld vier kinderen gekregen, waarvan slechts eentje geen erfelijke aandoeningen heeft. De andere drie zijn bovendien allemaal bij de ouders weggehaald.
Andersom geldt wel dat consanguïniteit significant vaker wordt aangetroffen bij de ouders van personen met recessief erfelijke ziekten, al blijkt dit vaak pas achteraf na stamboomonderzoek.

## Incest in de geschiedenis

### Klassieke oudheid
In de klassieke oudheid waren incestueuze relaties bij koninklijke families niet ongewoon. Een voorbeeld vormen de verschillende dynastieën van de farao's. Met name bij de Helleense Ptolemaeën waren broer-zusterhuwelijken (met nakomelingen) schering en inslag. Dit hing samen met de cultus van Osiris en Isis, die zowel zijn zuster als zijn echtgenote was. 
Het klassieke voorbeeld van incest is koning Oedipus van Sophokles, die onwetend met zijn eigen moeder trouwt en bij haar kinderen krijgt. Een bewerking van dit stuk werd gemaakt door Harry Mulisch.

### Incest in de Bijbel

#### Hebreeuwse Bijbel
In de rabbijnse literatuur werd incest tussen de kinderen van Adam en Eva als onvermijdelijk verondersteld - er waren immers verder geen mensen op de wereld.  Mede om deze aanname te omzeilen, introduceerde Isaac La Peyrère in 1655 de hypothese van de preadamieten, mensen die voor de schepping van Adam leefden. De eerdere veronderstelling wordt nog altijd ingenomen binnen het christenfundamentalisme, die de Bijbelse verhalen als historisch juist beschouwen.
Andere voorbeelden van incest in de Hebreeuwse Bijbel zijn de kleinkinderen van Noach, die na de zondvloed met hun eerstegraads neven en nichten kinderen kregen (Genesis 9). In de verhalen rond de aartsvaders komt incest vaker voor. Zo trouwde Nahor met de dochter van zijn broer Haran (Genesis 11:29) en Abraham met zijn halfzus Sara (Genesis 20:12). Jakob trouwde met de dochters van zijn oom (Genesis 29). Lot verwekte, in staat van bewusteloosheid, kinderen bij zijn dochters (Genesis 19).
Mozes werd geboren uit een huwelijk tussen zijn vader Amram met diens tante Jochebed (Exodus 6:19). In de wet van Mozes wordt incest veroordeeld (Leviticus 18:6-20; 20:17-21).
Amnon (zoon van koning David) deed alsof hij ziek was en liet zich verzorgen door zijn (half)zus Tamar. Op enig moment verkrachtte hij haar (2 Samuel 13:1-14).

#### Nieuwe Testament
In het Nieuwe Testament wordt incest niet expliciet veroordeeld, maar noemde Paulus in een van zijn brieven een situatie waarbij een christen samenwoonde met zijn moeder "ontucht" (1 Korintiërs 5:1).

### Invloed van het christendom
Onder invloed van het christendom verdwenen incestueuze relaties uit het openbare leven van de aristocratie. Neef-nichthuwelijken bleven wel bestaan. Het voordeel hiervan was namelijk dat het familievermogen in de familie bleef, en dat er geen buitenstaanders binnen de familie kwamen. Bovendien waren huwelijken in de hogere klasse strategische zetten van de families, om zo loyaliteitsbanden te kunnen smeden of een aaneengesloten geografisch gebied te kunnen beheersen. Hierdoor werd vaak telkens tussen dezelfde families getrouwd, waardoor de huwelijkspartners vaak in meerdere of mindere mate familie van elkaar waren. Een bekende familie waarin dit gebeurde was de Spaanse tak van het Huis Habsburg met Karel II als laatste heerser. Ook erfelijke afwijkingen binnen Europese vorstenhuizen kwamen voor, waarvan de hemofilie waar tsarevitsj Aleksej Nikolajevitsj van Rusland aan leed de bekendste was.

## Incest in de literatuur

### 16e eeuw
Eind 16e eeuw verscheen het toneelstuk  't Is Pity She's a Whore van John Ford over dit onderwerp.

### Moderne tijd
In het verhaal De Kinderen van Húrin beschrijft J.R.R. Tolkien hoe Túrin Turambar onwetend met zijn zus Nienor trouwt. Wanneer de inmiddels zwangere Nienor hierachter komt, werpt zij zich van afschuw in een ravijn. Wanneer Túrin hoort dat hij met zijn eigen zus getrouwd is en dat zij zich van de rotsen heeft geworpen, gaat hij naar de bewuste plaats en berooft zich vervolgens met zijn zwaard van het leven.
In de 20e eeuw schreef William Faulkner de roman The Sound and the Fury die het onderwerp behandelt. Hugo Claus liet zich door Faulkner inspireren in zijn debuutroman De Metsiers. Ook zijn toneelstuk Vrijdag heeft incest als onderwerp. Zeer bekend is Vladimir Nabokovs roman Lolita, waarin het overigens de stiefvader is die incest pleegt. Ook in John Irvings roman The Hotel New Hampshire speelt incest (hier tussen broer en zus) een rol. 
In het boek de Nevelen van Avalon van Marion Zimmer Bradley (waarin de verhalen rond koning Arthur worden herverteld vanuit het gezichtspunt van de vrouwelijke personages), krijgt Morgaine een zoon (Mordred) van haar halfbroer Arthur. Verder schreef Inez van Dullemen een indringend toneelstuk over incest, Schrijf me in het zand (1989).
In de serie Het lied van ijs en vuur van George R.R. Martin heeft koningin Cersei Lannister een seksuele relatie met haar broer Jamie. Uit deze relatie zijn drie kinderen voortgekomen.